# Ставрополь — Москва
Ставрополь – Москва – один з перших магістральних газопроводів СРСР, споруджений для подачі блакитного палива з Передкавказзя до столиці країни. Наразі є частиною газотранспортного коридору Північний Кавказ – Центр.
У 1950-х роках поблизу Ставрополя відкрили гігантське газове родовище – Північно-Ставропольське-Пелагіадинське, ресурс з якого передусім подали до центрального регіону країни по газопроводу Ставрополь – Москва (до того сюди вже надходив газ по трубопроводах Дашава – Москва та Саратов – Москва). Спорудження трубопроводу розпочалось у 1954-му, а його введення в експлуатацію відзначили у грудні 1956-го. Довжина траси, яка пройшла через Ростов, Луганськ, Воронеж склала 1255 км, при цьому на ній проклали дві нитки діаметром 720 мм та 720/820 (до/після Ростова) мм.
Спочатку поставки по першій нитці в обсязі 4 млн м3 на добу здійснювались без додаткового компремування, втім, вже невдовзі запустили компресорні станції у Новопскові (північ Луганської області), Семилуках (на околиці Воронежу) та Щокіно, що дозволило довести обсяги до 7 млн м3. В подальшому запустили цілий ряд інших компресорних станцій – на вихідному пункті маршруту в Ізобільному (1962), у Привольном (1961), Єгорлицькій, Острогозьку та інші – що дозволило довести пропускну здатність двох ниток до 13,2 млрд м3 на рік. Можливо також відзначити, що газоперекачувальні агрегати компресорних станцій в Аксаї (на околиці Ростова), Луганську, Єльці, Щокіно мали електропривід, оскільки об’єкти розташовувались поблизу електростанцій (при цьому Ростовська ТЕЦ-1 та Щокінська ТЕС в 1958 та 1962 роках самі перейшли на використання блакитного палива).  
Подача ресурсу з Передкавказзя дозволила не лише продовжити газифікацію Москви, а й запустити в 1959-му завод азотної хімії у Щокіно (для цього використали майданчик підприємства, яке лише в 1955-му почало виробляти з вугілля штучний газ, продукування якого тепер втрачало сенс).  
У 1959-му на початковій ділянці траси до Ростова з’явилась третя нитка діаметром 1020 мм (можливо відзначити, що із Ростова проклали трубопровід через Таганрог до потужного промислового центру в українському Маріуполі).
Невдовзі після спорудження трубопровід Ставрополь – Москва разом із газопроводом Краснодарський край – Серпухов почали розглядати як єдину газотранспортну систему Північний Кавказ – Центр. 
В кінці 2010-х було оголошено кілька тендерів на ліквідацію обох ниток газопроводу Ставрополь – Москва на ділянці 560 – 725 км (приблизно від кордону з Україною та до району північніше Острогозька).